# Babino (Chmielno)
Babino (dodatkowa nazwa w j. kaszub. Babino) – część wsi Chmielno w Polsce, położona w województwie pomorskim, w powiecie kartuskim, w gminie Chmielno, na obszarze Kaszubskiego Parku Krajobrazowego. Wchodzi w skład sołectwa Chmielno.
W latach 1975–1998 Babino administracyjnie należało do województwa gdańskiego.